# Deuxième circonscription de Mekiet
La deuxième circonscription de Mekiet est une des 135 circonscriptions législatives de l'État fédéré Amhara, elle se situe dans la Zone Nord Wollo. Son représentant actuel est Asamene Gerawerq Kelkay.